# Johann Pfunner
 (mars 2020).
La mise en forme du texte ne suit pas les recommandations de Wikipédia : il faut le « wikifier ».
Les points d'amélioration suivants sont les cas les plus fréquents. Le détail des points à revoir est peut-être précisé sur la page de discussion.
- Les titres sont pré-formatés par le logiciel. Ils ne sont ni en capitales, ni en gras.
- Le texte ne doit pas être écrit en capitales (les noms de famille non plus), ni en gras, ni en italique, ni en « petit »…
- Le gras n'est utilisé que pour surligner le titre de l'article dans l'introduction, une seule fois.
- L'italique est rarement utilisé : mots en langue étrangère, titres d'œuvres, noms de bateaux, etc.
- Les citations ne sont pas en italique mais en corps de texte normal. Elles sont entourées par des guillemets français : « et ».
- Les listes à puces sont à éviter, des paragraphes rédigés étant largement préférés. Les tableaux sont à réserver à la présentation de données structurées (résultats, etc.).
- Les appels de note de bas de page (petits chiffres en exposant, introduits par l'outil «  Source ») sont à placer entre la fin de phrase et le point final[comme ça].
- Les liens internes (vers d'autres articles de Wikipédia) sont à choisir avec parcimonie. Créez des liens vers des articles approfondissant le sujet. Les termes génériques sans rapport avec le sujet sont à éviter, ainsi que les répétitions de liens vers un même terme.
- Les liens externes sont à placer uniquement dans une section « Liens externes », à la fin de l'article. Ces liens sont à choisir avec parcimonie suivant les règles définies. Si un lien sert de source à l'article, son insertion dans le texte est à faire par les notes de bas de page.
- La présentation des références doit suivre les conventions bibliographiques. Il est recommandé d'utiliser les modèles {{Ouvrage}}, {{Chapitre}}, {{Article}}, {{Lien web}} et/ou {{Bibliographie}}. Le mode d'édition visuel peut mettre en forme automatiquement les références.
- Insérer une infobox (cadre d'informations à droite) n'est pas obligatoire pour parachever la mise en page.

Pour une aide détaillée, merci de consulter Aide:Wikification.
Si vous pensez que ces points ont été résolus, vous pouvez retirer ce bandeau et améliorer la mise en forme d'un autre article.
Johann Georg Pfunner (parfois orthographié Pfanner, plus rarement, et de manière erronée cette fois Pfrunner), né entre 1713 et 1716 à Schwaz dans le Tyrol autrichien et mort le 24 mai 1788 à Fribourg-en-Brisgau, est un peintre rococo austro-allemand et un des premiers peintres classicistes. Il a travaillé principalement dans le Pays de Bade allemand (Forêt-Noire, Brisgau, Ortenau), ainsi qu'en Alsace. 

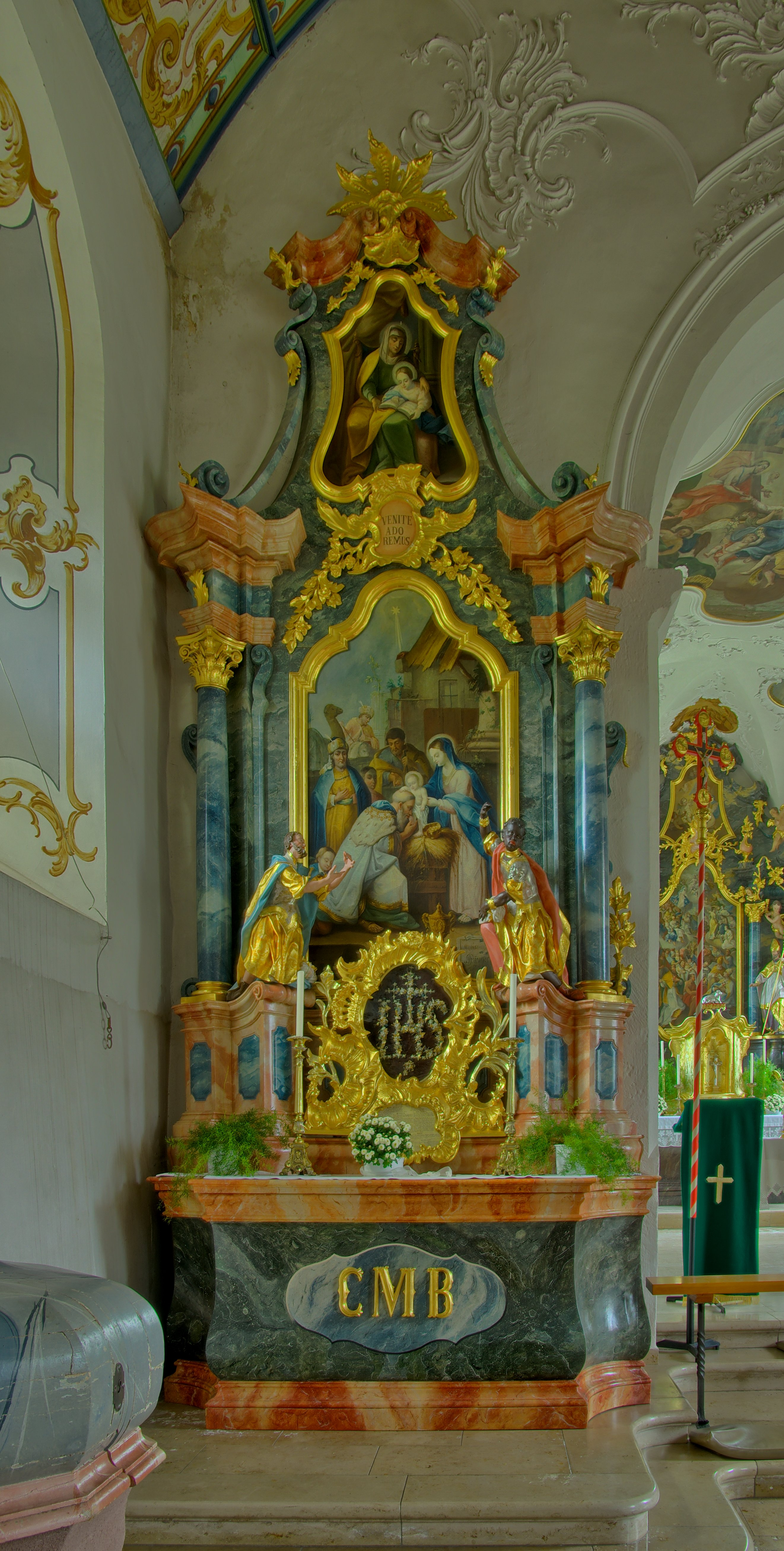
Les Rois mages à la Toussaint (Vöhrenbach-Urach). Sculptures de Matthias Faller, peintures de Johann Pfunner.

## Biographie
Né dans une famille d’artistes, Pfrunner effectue son apprentissage à Schwaz, puis son compagnonnage à Strasbourg à partir de 1736. Il travaille ensuite dans plusieurs églises de la Forêt-Noire et de Brisgau ; il est citoyen de Fribourg en 1749, et  devient membre de la guilde des peintres zum Riesen (Au Géant). Il avait probablement amené des parents de Schwaz à Fribourg, comme Franz Friedrich Pfunner (né le 20 mars 1718 à Fribourg, mort le 24 février 1781 à Offenbourg), qui était également peintre mais n'a pas atteint l'importance de Johann. 
En 1765, Johann Pfunner épouse la fribourgeoise Maria Anna Will et en 1766, il achète la maison "Zum Hinteren und Vorderen Pelikan" dans la "Grand rue". En 1787, il demande au conseil municipal de pouvoir ouvrir un café avec débit de bière dans sa maison, "parce que vieux et aveugle d'un œil, il ne pouvait plus rien gagner de son art". Après sa mort, sa veuve et son fils Johann Evangelista, qui s'est décrit comme un "peintre doreur", ont dû vendre la maison.

## Œuvre
Johann Pfunner a été, selon Hermann Brommer, qui a fourni la liste la plus détaillée de ses œuvres, « le peintre baroque le plus occupé de Fribourg ». Dans le Manuel Dehio publié en 1997 pour les districts de Fribourg et de Tübingen dans le Bade-Wurtemberg, 25 œuvres de Pfunner sont recensées (en comparaison Benedikt Gambs, qui a le même âge que Pfunner, n'apparaît que 6 fois, et Simon Göser légèrement plus jeune 12 fois). 
- 1739-1740 : retables et peut-être des fresques au plafond de l'église paroissiale de Tous les Saints à Vöhrenbach-Urach.
- 1741 : Martyre de sainte Marguerite et Martyre de saint Sébastien, fresques du plafond du chœur, église paroissiale de Saint Sébastien à Simonswald dans le quartier d'Emmendingen[4].
- vers 1741 : 
  - Annonciation, Visitation de la Vierge (signée « Johannes Pfunner pxt », Nativité, Saint Sébastien, Saint Étienne, Saint Laurent, Saint Roch et Saint Jean Népomucène, fresques du plafond de la chapelle Giersberg à Kirchzarten à l'est de Fribourg :
  - certains des tableaux des autels latéraux de l'église Saint-Gall à Kirchzarten lui sont attribués[5].

- 1742 : 

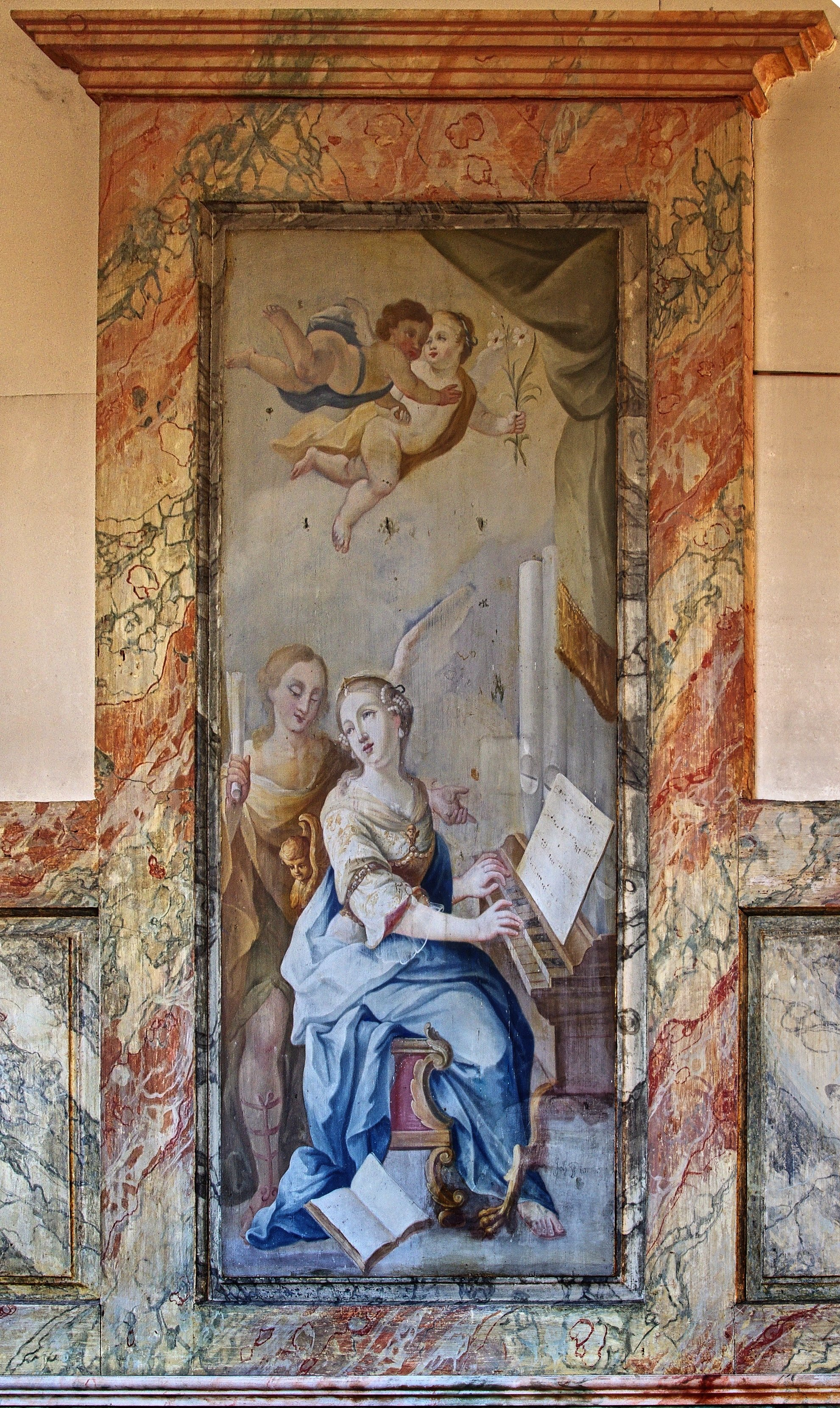
Sainte Cécile dans l'église Adelhauser.

  - Immaculée Conception sur un globe, entourée d'anges, retable latéral de l'église paroissiale Saint Colomban à Pfaffenweiler au sud de Fribourg ; ce retable est peint à une époque où Pfunner « n'avait pas encore atteint la qualité de son travail des années 1750 et 1760 »[6].
  - Saintes Barbe et Rosalie, retable dans la chapelle qui leur est dédiée dans le quartier d'Öhlinsweiler à Fribourg ; .
- 1748 : Saint Léonard de Limoges, retable signé « Johann Pfunner pinx. 1748 », chapelle Saint-Léonard à Hüfingen[7].
- 1749 : Sainte Cécile, peinture à l'huile au dos du Buffet d'orgue de l'église Adelhauser à Fribourg-en-Brisgau, signée « Joh. Pfunner 1749 ». La sainte en habit bleu joue sur un petit orgue ; derrière elle, un ange en robe beige-ocre tient un papier enroulé dans sa main droite et pointe le pupitre de l'orgue avec sa gauche[8].
- 1750 : Saint Trudpert, tableau du maître-autel de la chapelle Berghauser St. Trudpert appartenant à la paroisse de Saint-Gall et Otmar à Eringen à Breisgau[9].
- 1752 : 
  - L'Archange Michel précipitant les anges déchus dans l'Enfer, tableau du maître-autel, et cinq paysages, parapet de la galerie d'orgue, dans l'église paroissiale Saint-Michel d'Appenweier[10].
  - Les quatre continents (Europe, Asie, Afrique, Amérique), fresque du plafond de l'escalier du château Ebnet à Fribourg[3].
  - Assomption de Marie et Saint Genès de Rome, fresque au plafond du chœur de l'église paroissiale Saint-Genès à Riedböhringen, quartier de Blumberg.
- 1753 à 1754 décorations pittoresques de l'église paroissiale Saint-Alexius à Herbolzheim dans le quartier d'Emmendingen. Cela comprend une " Sainte Trinité " dans le chœur; donc six images de lunette ; devant la voûte du chœur, le saint patron, Saint Alexis d'Édesse, avec une photo de son église d'Herbolzheim; au milieu du navire une prière de sainte Marie, Dominique et François d'Assise au Christ, qui apparaît royale sur les nuages, prête à lancer trois lances (peste, faim, guerre) sur terre; au-dessus de l'orgue Alexius, l'ange porte un nuage vers le ciel; donc dix images de lunette; et - seulement attribuée - la peinture du maître-autel d'Alexius mourant. «Le maître rococo de Fribourg a décroché la première grande commande à Breisgau avec brio. Ses peintures ouvrent le plafond de l'église vers le ciel et, dans leur exposition visionnaire et leur exaltation extatique, tentent d'attirer le spectateur dans les événements sacrés. «La peinture du plafond du chœur de l'église de pèlerinage d'Herbolzheim« Maria im Sand »avec la légende fondatrice proviendrait de Pfunner[11].
- 1754 à 1755 "accentuation effective de l'architecture" [12] l'église paroissiale de St. Brigitta à Niederschopfheim, un quartier de la paroisse de Hohberg dans le district d'Ortenau. Les quatre images principales montrent la naissance de Jésus, sa résurrection, son ascension et le miracle de la Pentecôte[13].
- 1757 Fresque d'Apsis - attribuée uniquement à Pfunner - par St. Wendelin à Bottenau, un quartier d'Oberkirch dans l'Ortenaukreis[14]. Sur la gauche, vous pouvez voir Wendelin, élevant ses moutons, sur la droite un couple de paysans qui l'adore. "Les deux moitiés de l'image sont habilement combinées par un tissu rouge avec des bordures et des glands dorés, tendus comme un auvent, donnant de l'espace au milieu d'un groupe d'anges, qui montrent Inful et le personnel comme la couronne et le sceptre, les insignes de St. Wendel d'origine princière et sa position ultérieure comme abbé " [15] L'image du plafond représente la Sainte Trinité.
- 1757 peintures au plafond de la chapelle Ohmen près de St. Märgen, dont Michael au milieu pendant la chute de l'ange[16].

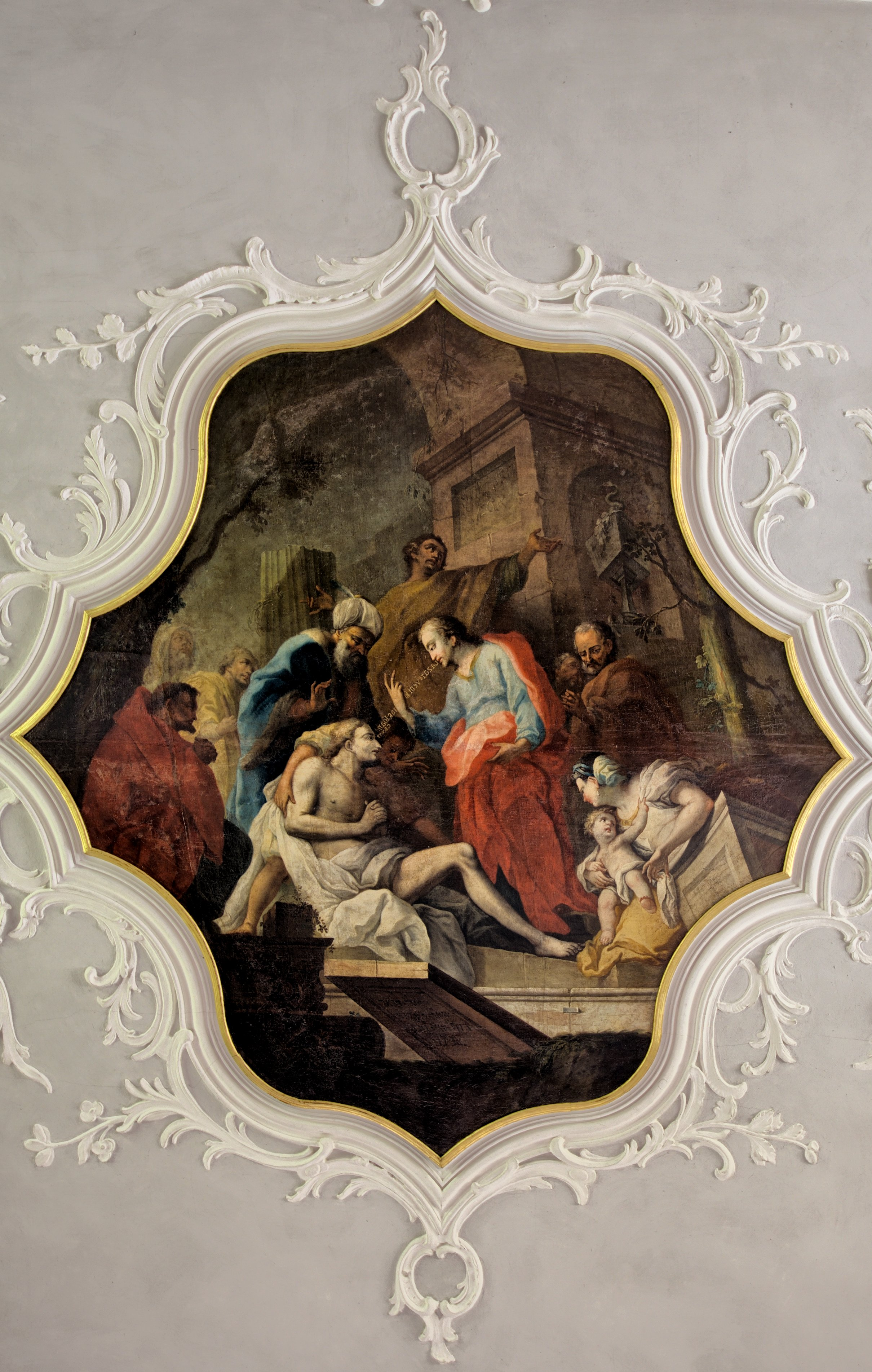
La résurrection de Lazare dans la chapelle Saint-Michel de Fribourg

- 1760 neuf peintures à l'huile signées, trois grandes et six ovales ou rondes plus petites, pour le plafond de la St. Michaelskapelle dans l' ancien cimetière de Freiburg im Breisgau. L'une des trois grandes images montre la résurrection des jeunes de Naïn après l'Évangile de Luc « Lk 7 {{{3}}} ». Dans la « résurrection de Lazare », selon l'Evangile de Jean « Joh 11 1-17 » "de la tombe ouverte ... la figure osseuse de Lazare, avec une avidité formelle, prenant le mot de pouvoir de la bouche de Jésus, qui l'appelle à une nouvelle vie. Majesté et douceur vous rendent heureux sous la forme du Christ, qui accompagne son «Lazare veni» - «Viens, Lazare» d'un geste majestueux. Les mains secourables sont proches de l'éveillé, d'autres apparaissent discrètement distantes et font ressortir le groupe principal plus en évidence. La peinture est l'une des plus performantes de la Pfunnersbrush ». Dans la troisième grande image, Jésus ne sort pas d'une simple tombe rocheuse, mais d'un mausolée pompeux[17].
- 1761 huit peintures du plafond avec la légende de Sainte Catherine d'Alexandrie dans l'ancienne chapelle Sainte Catherine, aujourd'hui l'église évangélique, à Mahlberg dans le quartier d'Ortenau[18].
- 1763 à 1764 conception pittoresque de l'église paroissiale Saint-Gall à Hofweier, partie de la paroisse Hohberg. La grande image au milieu, la remise des clés à Peter, est l'une des meilleures œuvres de Pfunner[19]. Aussi huit photos de la prière du Seigneur.
- 1765 peintures au plafond de l'église évangélique Meißenheim dans l'Ortenaukreis, y compris une "Ascension du Christ" colorée.
- 1767 Feuille de maître-autel avec la "glorification de la croix du Christ" dans l'église Sainte-Croix à Horb am Neckar. L'image est signée "Johann Pfunner invenit et pinxit 1767"[20].
- 1767 Retable élevé avec la division de Saint- Martin de Tours dans l'église de Saint-Martin dans le quartier de Fribourg à Hochdorf[21].
- 1772 et de nouveau 1778 à 1779 travaillent dans l'église paroissiale de Saint-Barthélemy à Ettenheim[22]. 1772, le retable élevé riche en figures avec le martyre de l'apôtre Barthélemy a été créé[23]. Le saint est assis à moitié nu sur un bloc de pierre. Les bras sont attachés au-dessus de la tête. Deux tortionnaires enlèvent la peau de ses bras. Le médecin et chroniqueur d'Ettenheim Joann Conrad Machleid (1708-1794) a écrit: «17 grandes figures, sans quoi dans le Perspektif est peint avec des têtes. Eß présente les martyrs du premier saint patron de l'église sainte Bartholome. Eß est un empire d'art magnifiquement réalisé en anatomie, toujours aussi beau dans la position des figures et de la posture /: également correctement peint dans l'ombre et la lumière; ne mange que 180 Reichsgulden du salaire commun. " [24] 1778 à 1779 a été suivi par le" 'Heilig-Grab-Theatrum' ', une magnifique toile de fond architecturale peinte qui remplissait toute la salle du chœur de scènes de la Passion et d'images alternées des charrettes . « [25] Il devrait visualiser la souffrance de Jésus comme un jeu de passion. Lorsque les tableaux de Pfunner sont placés sur un cadre en bois, ils couvrent le maître-autel. Le classicisme précoce était frappant. «Des guirlandes en queue de cochon, des arrangements de roses dans des paniers en forme de cube placés sur des pieds en forme de gobelet et le manque de rocailles montrent clairement combien le peintre rococo de Fribourg a rendu hommage au concept changeant de l'art de son temps. «Mais dans les couleurs festives, les gestes pathétiques des anges et les visages aux yeux légèrement bombés, l'ambiance rococo est restée.
- 1773 signé retable des quatorze aides de l'église paroissiale de St. Petronilla à Kiechlinsbergen, un quartier d'Endingen am Kaiserstuhl .
- De 1775 à 1777, le dernier grand ordre fut l'église paroissiale Saint-Pierre d'Endingen. La plupart des photos se réfèrent au patron de l'église. Les quatre grandes images du plafond montrent la riche pêche de Peter selon Lk , avec la signature Pfunners et l'année 1775, le choix de l'apôtre Matthias selon les Apg, la nomination de Peter au capitaine Kornelius selon Apg Apg et la guérison de l'enfant boiteux selon les Apg. Il existe également de nombreuses images de lunette. Le retable haut, signé «Joh. Pfunner inv. 1777 “montre la remise des clés à Pierre selon Mt et sa crucifixion. La structure du maître-autel et les autels latéraux ont été réalisés par le sculpteur Joseph Amann .
- 1776 Départ de l'autel de Saint-Gall à Heimbach, un quartier de Teningen près d'Emmendingen. La feuille du maître-autel de Saint- Gall est signée «Joh. Pfunner inv. 1776 "[26].
- 1777 retables et peinture du plafond du chœur dans l'église paroissiale de Saint-Blaise et fresques au plafond du presbytère de Wyhl am Kaiserstuhl. La photo principale du maître-autel montre la Sainte Famille, l'autel du côté gauche St. Blasius von Sebaste, l'autel du côté droit St. Barbara. Les trois thèmes sont combinés dans l'image du plafond du chœur.
- 1785 Haut retable de l'église paroissiale Saint-Pankratius et Saint-Appolinaris à Holzhausen, un quartier de mars (Breisgau). Il montre une Maria immaculata avec les deux cartouches Pankratius et Apollinaris de Ravenne.
- 1785 trois grandes images dans l'église paroissiale de Saint-Gall et Otmar à Eringen, alternant à l'origine des images pour le maître-autel, maintenant sur les murs de la nef: un siège de miséricorde, une Maria immaculata et une Sainte Famille. «Il est certain que les œuvres du peintre de Fribourg Johann Pfunner, probablement vers 1785, ont été créées comme des œuvres anciennes aux couleurs vives du classicisme qui montrent clairement la maturité de l'homme occupé. " [9],[27]

## Appréciation
Selon Brommer, le travail de Johann Pfunner impressionne à la fois par son volume et sa qualité. Il était un maître du rococo, au tempérament nerveux, et « une brillante star parmi les artistes tyroliens de Fribourg ». Cependant, la profusion de son travail « n'a pas toujours un effet positif sur la qualité de son travail ».